# Yoola
 (janvier 2024).
 (janvier 2023).
Yoola est une société de divertissement qui fournit aux créateurs de contenu, aux influenceurs et aux marques des outils et des services pour développer leur audience et monétiser leurs contenus et produits,.
Les services de Yoola incluent le développement de chaînes, la localisation de contenu, la gestion des droits d'auteur, l'optimisation de la monétisation, les solutions de paiement dynamiques, le développement de produits, l'image de marque, les licences de musique et de bibliothèque, etc. Certains clients et partenaires de Yoola incluent Like Nastya, Ian Somerhalder, Amazon, UUUM, Mattel, Spin Master, Westbrook, Pepsi, Target, IMG, Baby First et Gary Vaynerchuk,.

## Histoire
Yoola a été fondée en 2011 par Artyom Geller, Mikhail Shaposhnikov, Alexander Shaposhnikov et Ilan Troyanovsky. Initialement, les fondateurs ont lancé une chaîne de mode et après avoir travaillé avec divers créateurs de contenu, ils ont décidé de lancer leur propre réseau multicanal sur YouTube. Au fil des années de son activité, la société a connu plusieurs rebrandings, au cours desquels elle a changé de nom: Top Beauty Blog (2011-2012), You Partner WSP (2012-2017) et en même temps VSP Group (2014-2017), Yoola (depuis 2017).
En 2016, Eyal Baumel rejoint l'entreprise en tant que PDG. Depuis 2022, il est le président de Yoola,.
En 2016, Yoola lance la première initiative de mondialisation du contenu sur YouTube, un processus dans lequel ils analysent les chaînes avec de faibles barrières linguistiques et culturelles et les localisent en créant de nouvelles chaînes doublées dans différentes langues. En 2018, Anna Gradil, ancienne employée omnicanale de YouTube, a rejoint l'entreprise en tant que directeur de l'exploitation (COO). Depuis 2021, Gradil est conseiller stratégique du conseil d'administration. 
La société s'est d'abord concentrée sur le contenu vidéo en anglais, mais s'est rapidement étendue à l'allemand, à l'espagnol et au russe, l'aidant à élargir considérablement sa liste de créateurs de contenu dans son réseau.

## Produits et services
Yoola propose une variété d'outils et de services pour aider les créateurs de contenu à améliorer et à optimiser le développement et la gestion de leurs canaux, y compris la gestion des droits d'auteur, la stratégie de contenu, le développement de formats, la consultation de spécialistes, l'analyse de contenu, les données et l'analyse comparative, l'optimisation des algorithmes, les solutions de paiement dynamique, le publipostage. solution, et plus,.
Yoola propose également une bibliothèque musicale Epidemic Sound pour ses partenaires et le programme VidIQ pour aider les créateurs à optimiser leurs vidéos. Au fil du temps, Yoola a développé de nouveaux services pour aider les créateurs à développer leur contenu et leur marque en dehors de YouTube, en mettant l'accent sur la distribution de contenu multiplateforme, les licences, les collaborations et la gestion des talents.
En 2016, Anastasia Radzinskaya et sa famille ont rejoint le réseau Yoola pour gérer leur chaîne YouTube. Depuis qu'elle a rejoint Yoola, Like Nastya a étendu ses chaînes à 15 langues différentes et a développé ses chaînes à plus de 280 millions d'abonnés et plus de 110 milliards de vues. En 2019, la famille de Yoola et Like Nastya ont signé un partenariat de développement de franchise et de gestion des talents,.
Dans le cadre de ce partenariat, Yoola a obtenu de Like Nastya un accord de licence mondial avec IMG qui a permis de vendre plus de 30 produits dans tout le pays et en ligne chez des détaillants tels que Target, Walmart et Amazon. Yoola a dirigé plusieurs partenariats de contenu stratégique avec Westbrook de Will et Jada Pinkett Smith pour développer une liste de projets d'animation, avec Roku et des marques pour enfants de premier plan comme Gary Vaynerchuk de RizaNova et Barbie de Mattel.
Depuis qu'elle a rejoint Yoola, Nastya a figuré sur la liste Forbes des stars YouTube les mieux payées trois années de suite, générant des revenus annuels de 18 millions de dollars en 2019, 18,5 millions de dollars en 2020 et 28 millions de dollars en 2021,,.
La société a cofondé une société avec l'acteur, réalisateur, philanthrope et entrepreneur primé Ian Somerhalder, une boisson énergisante naturelle innovante,.